# جوردان آرتشر
جوردان آرتشر (بالإنجليزية: Jordan Archer)‏ (12 أبريل 1993 في المملكة المتحدة - ) هو لاعب كرة قدم بريطاني في مركز حراسة المرمى. شارك مع منتخب اسكتلندا تحت 19 سنة لكرة القدم ومنتخب اسكتلندا تحت 20 سنة لكرة القدم ومنتخب اسكتلندا تحت 21 سنة لكرة القدم. أما مع النوادي، فقد لعب مع توتنهام هوتسبير ونادي ميلوول وبيشوب ستورتفورد ونادي نورثامبتون تاون وويكمب وندررز.

## وصلات خارجية
- جوردان آرتشر على موقع الاتحاد الأوربي (الإنجليزية)
- جوردان آرتشر على موقع الاتحاد الإسكتلندي (الإنجليزية)
- جوردان آرتشر على موقع قاعدة بيانات كرة القدم.إي يو (الإنجليزية)
- جوردان آرتشر على موقع ناشيونال فوتبول تيمز (الإنجليزية)
- جوردان آرتشر على موقع Soccerbase.com (لاعب) (الإنجليزية)
- جوردان آرتشر على موقع Soccerway.com (الإنجليزية)
- جوردان آرتشر على موقع عالم كرة القدم.نت (الإنجليزية)
- جوردان آرتشر على موقع AS.com (الإسبانية)